# Risa Yuzuki
Risa Yuzuki（りさ　ゆずき、2月16日 - ）は日本の作詞家、歌手である。
愛称は「ゆずりさ」。

## 人物
音楽ゲーム、アニメ、ニコニコ動画などに影響を受け、音楽活動をするため上京。
2019年冬より自身のレーベル「Luminaria」にてアルバムの定期的なリリースを行っている。
日本全国、中国等を中心に海外でのライブ活動、TVアニメ主題歌、声優、舞台出演等の活動で活躍。
近年では各社音楽ゲームでの歌唱、作詞が多く、他アーティストへの歌詞提供なども行う。

## 主な作品

### 作詞、歌唱
- 太鼓の達人
  - 「螺旋周回軌道[2]」作詞、歌唱
  - 「Emma[3]」作詞、歌唱
- beatmania IIDX
  - 「霧幻メモリア[4]」作詞、歌唱
  - 「夢縁[5]」作詞、歌唱
- SOUND VOLTEX
  - 「爆烈歓迎♪エクストリーム飲茶旋風脚ッ!!」作詞、歌唱
  - 「春告胡蝶 [6]」作詞、歌唱
  - 「SHION -sublimation mix-」歌唱
  - 「Gimme dreamin'」作詞、歌唱
  - 「ユメブキ」歌唱参加
  - 「Λkasha」作詞、歌唱 (KONAMI Arcade Championship2023 オリジナル楽曲コンテスト最優秀賞)
  - 「神凪」作詞、歌唱
- Dance Dance Revolution
  - 「Anthurium」作詞、歌唱
- maimai
  - 「Starry Colors[7]」作詞、歌唱
- Arcaea
  - 「Löschen」作詞、歌唱
  - 「Infinite Strife」歌唱(コーラス、曲中ボイス)
  - 「Ego Eimi]
- WACCA
  - 「Break Through Myself feat. Risa Yuzuki」作詞、歌唱（TANO*C Stream #3 テーマソング）
- SEVEN's CODE
  - 「Transparent ZERO」作詞、歌唱
  - 「Crimsonate」歌唱　
  - 「Replayer」作詞、歌唱
- TVアニメ「バーナード嬢曰く。」主題歌「らぶ！ライブラリー」歌唱
- TVアニメ「コマンダークラーク」主題歌「ミクロルーツ」歌唱
- 「TOKYO MIX JUICE」イベントテーマソング「To My Jewelry days」作詞、歌唱
- 「恋愛観測 -2021真夏のエンディング ver.」（BEMANI歌合戦イベントフィナーレ曲）歌唱、映像参加

### 作詞提供
- TVアニメ「腐男子高校生活」キャラクターソング「乙女のココロエ」- 西原ルミ(CV.洲崎綾)
- K4カンパニー「K4あるあるソング」- 小松昌平、益山武明、増元拓也、濱健人
- HANDEAD ANTHEM
  - ENDLESS ANTHEM
  - Rewrite the world - 作編曲：Maozon
  - HIGH-LIGHIT-BLUE - 作編曲：kors k(EDP)
  - Calling you - 作編曲：KSUKE,MEG
  - MAD PARADE - 作編曲：ANCHOR
- 「MAGIC TO YOU!」- 小岩井ことり

### 舞台
- 「あいまいみーTHEみゅーじかる」(夏菜子)
- 「舞台 天地無用！」(阿重霞)
- 「LOVE ME DOLL」(ドール)

### 声優
- ニーア リィンカーネーション（討伐戦タタリガミ[8]）
- 王様ゲーム The Animation（中島美咲）
- 遥かなる異郷グランヴィリア（ベルニカ）
- コマンダー・クラーク（ミッシー、アニマトロニクス・ペンギン)
- OVA「天地無用！魎皇鬼 第四期」(水子)
- 奴隷区 The Animation(女生徒)
- 絵師神の絆（ダラク[9]）

### Live
- Risa Yuzuki 1st ONEMAN LIVE「Future Interlink」in 渋谷REX（2023年6月4日）
  - 「Future Interlink」追加公演 in 上海新歌空间（2024年1月27日）

## ディスコグラフィ
※☆はCD収録のみの楽曲、★は配信限定の楽曲。
- Stellalude（2019年12月31日）

1. Stellalude
2. Replayer
3. 夢みるMilky Way (feat. 藍月なくる)
4. Dear Marionette
5. 黄昏ミラージュ
6. Transparent ZERO
7. Stardust

- 風凛陽炎（2020年5月5日）

1. 風凛陽炎
2. 天ツ墨染
3. 大和撫子だんすふろあ
4. 百鬼夜行巡
5. 仄昏い追憶
6. 終焉への系譜
7. 咲くは小さな夢の華

- Celestial Sight（2020年11月27日）

1. Celestial Sight
2. For Ulysses
3. 逆行して逃避行
4. TEL TEL pause (album ver.)
5. Crimsonate
6. Blue Night Trip
7. Your Wings
8. For Ulysses (Endorfin. Cover)

- Réplique（2021年4月25日）

1. 醒餞の鳥
2. Tarantella
3. シンデレラメイカー
4. Réplique
5. フィリアの羅針盤 (feat. nayuta)
6. エンドロール・シンドローム
7. 水縹

- Imitator（2021年10月31日）

1. Imitator
2. Löschen (Long ver.)
3. Seek Out
4. 春告胡蝶 (Extended Mix)☆
5. Lemonade Fizz
6. 週末キネマ
7. trace

- AMARTIA（2022年4月24日）

1. Phyllness
2. Megaera
3. アイロニカル・パレード
4. PEAKY FREAKY
5. Umbilical
6. 須く洗礼
7. Black Winged Variation

- PARADØXY（2022年10月30日）

1. PARADØXY
2. UNLEASHED
3. Starry Colors (Long ver.)
4. melty light
5. 正しさに道連れ
6. 標本

- ASTERTALE（2023年4月30日）

1. Astertale
2. Unveil
3. INSANE BLUE
4. DoneDown
5. Time Filament
6. Future Interlink
7. Stellalude
8. 爆烈歓迎♪エクストリーム飲茶旋風脚ッ!!☆

- Idealize（2023年10月29日）

1. Idealize
2. 螺旋周回軌道 (Long ver.)☆
3. Deeds, not words!!
4. 桃幻謳歌
5. パノラマノーツ
6. conflict (BlackY feat. Risa Yuzuki Remix)
7. 螺旋周回軌道 (Original ver.)☆

- Innocent Proof（2024年4月28日）

1. Innocent Proof
2. prismatic
3. らいかねっこ
4. kill the clown
5. AZA
6. Oneway hwy.
7. My Farewell

- ELYSIAN（2024年10月27日）

1. Λkasha (Original ver,)☆
2. ELYSIAN
3. Starlit Doze
4. Ego Eimi (Long ver.)
5. 一梦红尘
6. Eve Avenir (Full Size)
7. Λkasha (Long ver.)☆
8. 一梦红尘 (Another ver.)★

- Grrifith Flaw（2025年4月27日）

1. Paradox in the Mirror
2. Arlecchina
3. Deviloverdose
4. 誰が為のアリア
5. Agalmatophilia
6. 愛嬌エグゼキュート
7. 空白